# Манакін-вертун золотолобий
Манакін-вертун золотолобий (Neopelma aurifrons) — вид горобцеподібних птахів родини манакінових (Pipridae).

## Поширення
Ендемік Бразилії. Мешкає в атлантичному лісі на сході країни.